# Dirk Chivers
Dirk Chivers (fl. 1694–1699, apellido ocasionalmente Shivers) fue un pirata holandés activo en el Mar Rojo y el Océano Índico.

## Carrera temprana
Dirk Chivers se registra por primera vez como miembro de la tripulación del mercante privado Portsmouth Adventur, bajo el mando del capitán Joseph Faro (o Farrell) alrededor de enero de 1694. Poco después de salir del puerto de Rhode Island, Chivers entró en acción como pirata en el Mar Rojo cuando Farrell y Henry Every capturaron con éxito dos barcos en junio de 1695. En su viaje de regreso a Rhode Island, el Adventure encalló en Mayotte en las Islas Comoras. Chivers se quedó atrás con varios otros mientras Farrell y los demás continuaron con Every.

## Chivers en el Mar Rojo y la India
Chivers finalmente se inscribió a bordo del Resolution de 18 cañones después de ser recogido por el Capitán Robert Glover cerca de fin de año. Sin embargo, después de varios meses en el Mar Rojo, Chivers participó en un motín contra Glover y lo colocó a él y a sus 24 seguidores en el barco árabe recientemente capturado Rajapura. Elegido capitán por la tripulación después del motín, hizo que el barco rebautizara al Soldado que, durante el año siguiente, logró capturar una serie de valiosos premios antes de unirse al corsario John Hoar .[cita requerida]
Juntos capturaron y posteriormente rescataron dos barcos de la Compañía de las Indias Orientales. Sin embargo, los barcos fueron quemados cuando el gobernador de Adén se negó a pagar el rescate. De acuerdo a la creencia popular se dice que a uno de los marineros capturados, la tripulación le cosió los labios con una aguja de vela en respuesta a sus constantes quejas.
Chivers y Hoar navegaron con cuatro barcos capturadss al puerto de Calcuta en noviembre de 1696, donde exigieron un rescate de 10.000 libras esterlinas por su liberación y enviaron para ello un mensaje al gobernador que decía : "No reconocemos ningún país, habiendo vendido el nuestro, y como somos Seremos ahorcados si nos toman, no tendremos escrúpulos en asesinar y destruir si nuestras demandas no son concedidas en su totalidad".
El gobernador de Calcuta hizo caso omiso de estas amenazas y envió diez barcos contra los corsarios y, cuando aparecieron en el puerto, Chivers y Hoar huyeron sin sus barcos capturados (quemando dos de ellos)  y se dirigieron al asentamiento del pirata Adam Baldridge en la isla de Saint Mary para reparaciones, llegando en el verano de 1697 donde los dos barcps se separaron, navegando Hoar hacia el Mar Rojo. Glover todavía estaba allí y les pidió que regresaran a Estados Unidos; Chivers se ofreció a dejarlo subir a bordo si continuaba con la piratería de los barcos moros. Glover se negó y Chivers lo dejó allí, donde Glover fue asesinado en un levantamiento por los nativos.

## Carrera posterior
En abril de 1698, Chivers capturó un barco inglés, el Sedgwick, y llegó a un acuerdo con su capitán: se le permitiría quedarse con su barco si accedía a suministrar ron a la tripulación de los corsarios.
En septiembre, Chivers se unió a Robert Culliford (quien había dejado recientemente a William Kidd) y Joseph Wheeler con su intendente Nathaniel North. Juntos, Chivers, Culliford, Wheeler y North capturaron el Gran Mahoma junto con 130.000 libras esterlinas. Tomando el mando de su nuevo premio, el barco pasó a llamarse New Soldado (o Soldado II) y regresó a Saint Mary's Island, donde se quedaron en un asentamiento dirigido por Edward Welch.
Sin embargo, al año siguiente, Chivers se vio obligado a hundir el New Soldado para bloquear el paso del puerto de Saint Mary's con la aparición de cuatro acorazados británicos en septiembre de 1699. A pesar de sus esfuerzos, él y Culliford finalmente aceptaron un indulto real (bajo el Acta de Gracia de 1698, a pesar de su vencimiento) y arreglaron el pasaje a casa en el mercante Vine.  Varios miembros de la tripulación de Chivers regresaron a Estados Unidos por separado, ofreciendo Giles Shelley grandes sumas de dinero para que los llevara como pasajeros a bordo de su barco Nassau.

## Otras lecturas
- Pennell, CR Bandidos en el mar: un lector de piratas. Nueva York: NYU Press, 2001. ISBN 0-8147-6678-1
- Rogozinski, enero. Honor entre ladrones: Capitán Kidd, Henry Every y la democracia pirata en el Océano Índico. Libros Stackpole, 2000. ISBN 0-8117-1529-9